# Taça de Portugal de Andebol Feminino
A Taça de Portugal de Andebol Feminino  é a segunda competição mais importante do andebol feminino português, em molde semelhante à Taça de Portugal de Futebol. É organizada pela Federação de Andebol de Portugal e disputada anualmente.

## Vencedores da Taça de Portugal
| Época     |                                         | Final                                   | Final                                   | Final |
| Época     | Vencedor                                | Resultado                               | Finalista Vencido                       |       |
| --------- | --------------------------------------- | --------------------------------------- | --------------------------------------- | ----- |
| 2024/25   | SL Benfica                              | 27-19                                   | Madeira SAD                             |       |
| 2023/24   | Madeira SAD                             | 36-34                                   | SL Benfica                              |       |
| 2022/23   | SL Benfica                              | 31-30                                   | Madeira SAD                             |       |
| 2021/22   | SL Benfica                              | 38-31                                   | Colégio de Gaia                         |       |
| 2020/21   | Madeira SAD                             | 26-24                                   | ARC Alpendorada                         |       |
| 2019/20   | Cancelada devido à pandemia de COVID-19 | Cancelada devido à pandemia de COVID-19 | Cancelada devido à pandemia de COVID-19 |       |
| 2018/19   | Colégio de Gaia                         | 39-26                                   | CS Madeira                              |       |
| 2017/18   | Madeira SAD                             | 27-14                                   | SIR 1º Maio/CJ Barros                   |       |
| 2016/17   | Colégio de Gaia                         | 23-22                                   | Madeira SAD                             |       |
| 2015/16   | CS Madeira                              | 32–31                                   | Colégio de Gaia                         |       |
| 2014/15   | Madeira SAD                             | –                                       |                                         |       |
| 2013/14   | Madeira SAD                             | –                                       |                                         |       |
| 2012/13   | Madeira SAD                             | 28–25 a.p.                              | Alavarium                               |       |
| 2011/12   | Madeira SAD                             | –                                       |                                         |       |
| 2010/11   | Madeira SAD                             | –                                       |                                         |       |
| 2009/10   | Madeira SAD                             | –                                       |                                         |       |
| 2008/09   | Madeira SAD                             | –                                       |                                         |       |
| 2007/08   | Madeira SAD                             | –                                       |                                         |       |
| 2006/07   | Madeira SAD                             | –                                       |                                         |       |
| 2005/06   | Madeira SAD                             | –                                       |                                         |       |
| 2004/05   | Madeira SAD                             | –                                       |                                         |       |
| 2003/04   | Madeira SAD                             | –                                       |                                         |       |
| 2002/03   | Madeira SAD                             | –                                       |                                         |       |
| 2001/02   | Madeira SAD                             | –                                       |                                         |       |
| 2000/01   | Madeira SAD                             | –                                       |                                         |       |
| 1999/2000 | Madeira SAD                             | –                                       |                                         |       |
| 1998/99   | Madeira SAD                             | –                                       |                                         |       |
| 1997/98   | Colégio de Gaia                         | –                                       |                                         |       |
| 1996/97   | Sports Madeira                          | –                                       |                                         |       |
| 1995/96   | Sports Madeira                          | –                                       |                                         |       |
| 1994/95   | Ac.Funchal                              | –                                       |                                         |       |
| 1993/94   | Ac.Funchal                              | –                                       |                                         |       |
| 1992/93   | Ac.Funchal                              | –                                       |                                         |       |
| 1991/92   | SL Benfica                              | –                                       |                                         |       |
| 1990/91   | CD Paço de Arcos                        | –                                       |                                         |       |
| 1989/90   | Colégio de Gaia                         | –                                       |                                         |       |
| 1988/89   | SL Benfica                              | –                                       |                                         |       |
| 1987/88   | SL Benfica                              | –                                       |                                         |       |
| 1986/87   | SL Benfica                              | –                                       |                                         |       |
| 1985/86   | SL Benfica                              | –                                       |                                         |       |
| 1984/85   | SL Benfica                              | –                                       |                                         |       |
| 1983/84   | Ass. Desp. Oeiras                       | –                                       |                                         |       |
| 1982/83   | Clube Atlético de Campo de Ourique      | –                                       |                                         |       |
| 1981/82   | Clube Atlético de Campo de Ourique      | –                                       |                                         |       |
| 1980/81   | CD Torres Novas                         | –                                       |                                         |       |
| 1979/80   | Lic.Maria Amália                        | –                                       |                                         |       |
| 1978/79   | Almada AC                               | –                                       |                                         |       |
| 1977/78   | Lic.Maria Amália                        | –                                       |                                         |       |
| 1976/77   | Lic.Maria Amália                        | –                                       |                                         |       |
| 1975/76   | CF Belenenses                           | –                                       |                                         |       |

## Títulos por Clube
- Madeira SAD – 20
- SL Benfica – 9
- Colégio de Gaia – 4
- Ac.Funchal – 3
- Lic.Maria Amália – 3
- Sports Madeira – 2
- Clube Atlético de Campo de Ourique – 2
- CS Madeira – 1
- CF Belenenses – 1
- Almada AC – 1
- CD Torres Novas – 1
- Ass. Desp. Oeiras – 1
- Paço de Arcos – 1

## Referencias
2016/17: http://portal.fpa.pt/fap_portal/do?com=DS;1;111;+PAGE(2000070)+COD_COR_CAIXA(2)+K-CATEGORIA(298)+K-ID(5174);
http://portal.fpa.pt/publishing/img/home_275/fotos/48161705471034590315.pdf
http://desporto.sapo.pt/andebol/artigo/2016/05/29/cs-madeira-conquista-taca-de-portugal-de-andebol-feminino
http://www.modalidades.com.pt/noticias/andebol-feminino/madeira-sad-conquista-supertaca-de-andebol-feminino-pela-15-vez-consecutiva